# 阿拉胡埃利塔縣

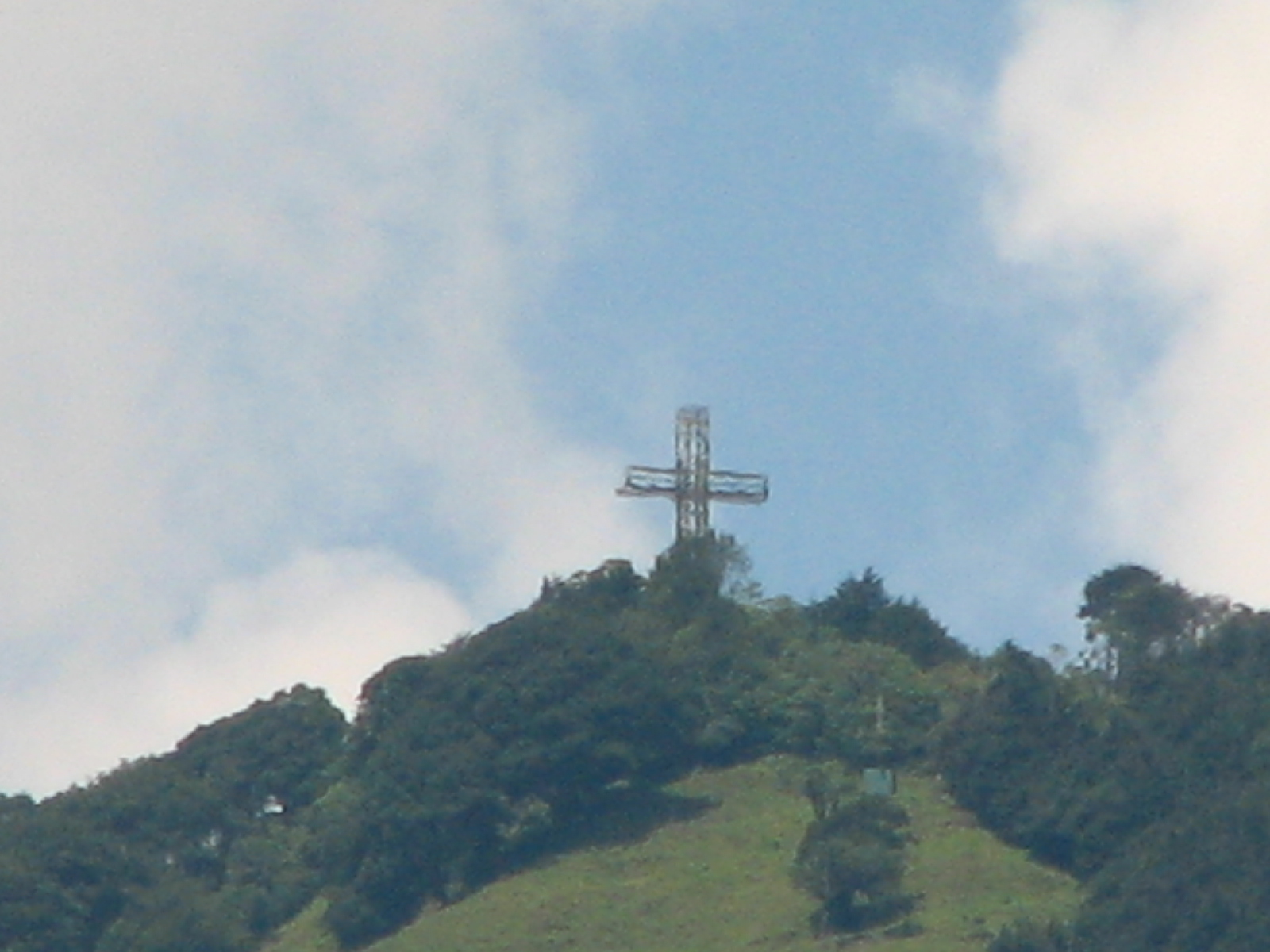

9°53′29″N 84°6′57″W / 9.89139°N 84.11583°W
阿拉胡埃利塔縣（西班牙語：Cantón de Alajuelita），是哥斯達黎加的縣份，位於該國中部，由聖何塞省負責管轄，首府設於阿拉胡埃利塔，始建於1909年6月4日，面積21.17平方公里，海拔高度1,130米，2011年人口77,603人，人口密度每平方公里3,665.71人。